# Los Carrangueros de Ráquira (álbum)
Los Carrangueros de Ráquira es el título del primer disco oficial de larga duración de la agrupación homónima. Fue editado por la compañía discográfica FM, en el año 1980. Es un disco en el que Los Carrangueros vinculan las tendencias del merengue campesino y la rumba criolla con la tradicional poesía costumbrista boyacense dando origen a un nuevo género musical llamado carranga. Muchas canciones de este disco como La china que yo tenía o Julia, Julia, Julia se convertirían en clásicos de la carrera de Jorge Velosa.

## Lista de canciones

### Lado A
1. La cucharita · (Velosa)
2. La coscojina · (Velosa)
3. Julia, Julia, Julia · (Velosa)
4. Rosita, la de las cartas · (Velosa)
5. La deseadita · (Velosa)

### Lado B
1. La Rosa mentirosa · (Velosa)
2. La pisca tocona (Moreno / Velosa / Apráez / Zambrano)
3. La china que yo tenía · (Velosa)
4. Silvita, la condenada · (Velosa)
5. El saceño · (Velosa)
6. La rumba carranguera · (Velosa)

## Músicos
- Javier Moreno Forero – requinto, voz.
- Jorge Velosa – voz, riolina, guacharaca
- Javier Apráez – guitarra, coros.
- Ramiro Zambrano – tiple, coros.

## Créditos
- Dirección Artística: Ricardo Acosta.
- Ingeniero de Sonido: José Sánchez.
- Arreglos: J.Moreno, J.Velosa, J.Apráez y R.Zambrano.
- Fotografías: Marta Rojas.
- Fotocolor: Sergio Trujillo.